# Сазанська Раїса Іванівна
Раїса Іванівна Сазанська (нар. 5 листопада 1947, село Ободівка, тепер Тростянецького району Вінницької області) — українська радянська діячка, гальваник Одеського науково-виробничого об'єднання «Кисеньмаш». Депутат Верховної Ради УРСР 10—11-го скликань.

## Біографія
Освіта середня.
З 1965 року — токар-револьверник, з 1969 року — гальваник Одеського науково-виробничого об'єднання «Кисеньмаш».
Потім — на пенсії в місті Одеса.

## Нагороди
- ордени
- медалі